# Beinhaus Guimiliau (St-Miliau)

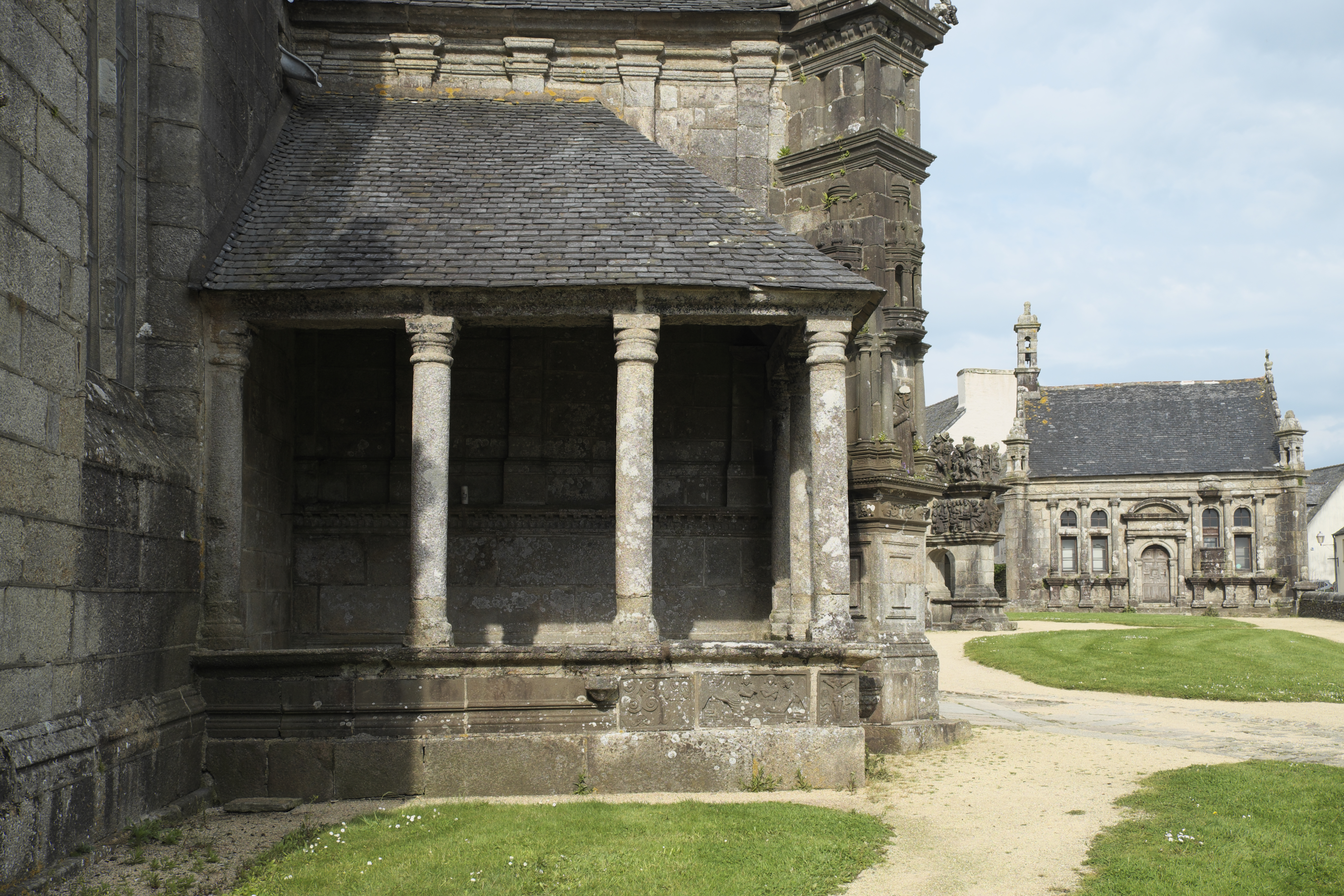
Beinhaus in Guimiliau, dahinter rechts das neuere Beinhaus aus dem Jahr 1648 (heute Kapelle Ste-Anne)

Das Beinhaus in Guimiliau, einer französischen Gemeinde im Département Finistère in der Region Bretagne, wurde Anfang des 17. Jahrhunderts errichtet. Im Jahr 1906 wurde das kleine Beinhaus, das an das südliche Portal der Kirche St-Miliau angebaut wurde, als Teil des Umfriedeten Pfarrbezirks als Monument historique in die Liste der Baudenkmäler in Frankreich aufgenommen.
Das offene Gebäude aus heimischem Granit wird von Säulen getragen. Am Sockel sind Steinplatten mit Reliefs, die Szenen aus der Passionsgeschichte darstellen, angebracht.

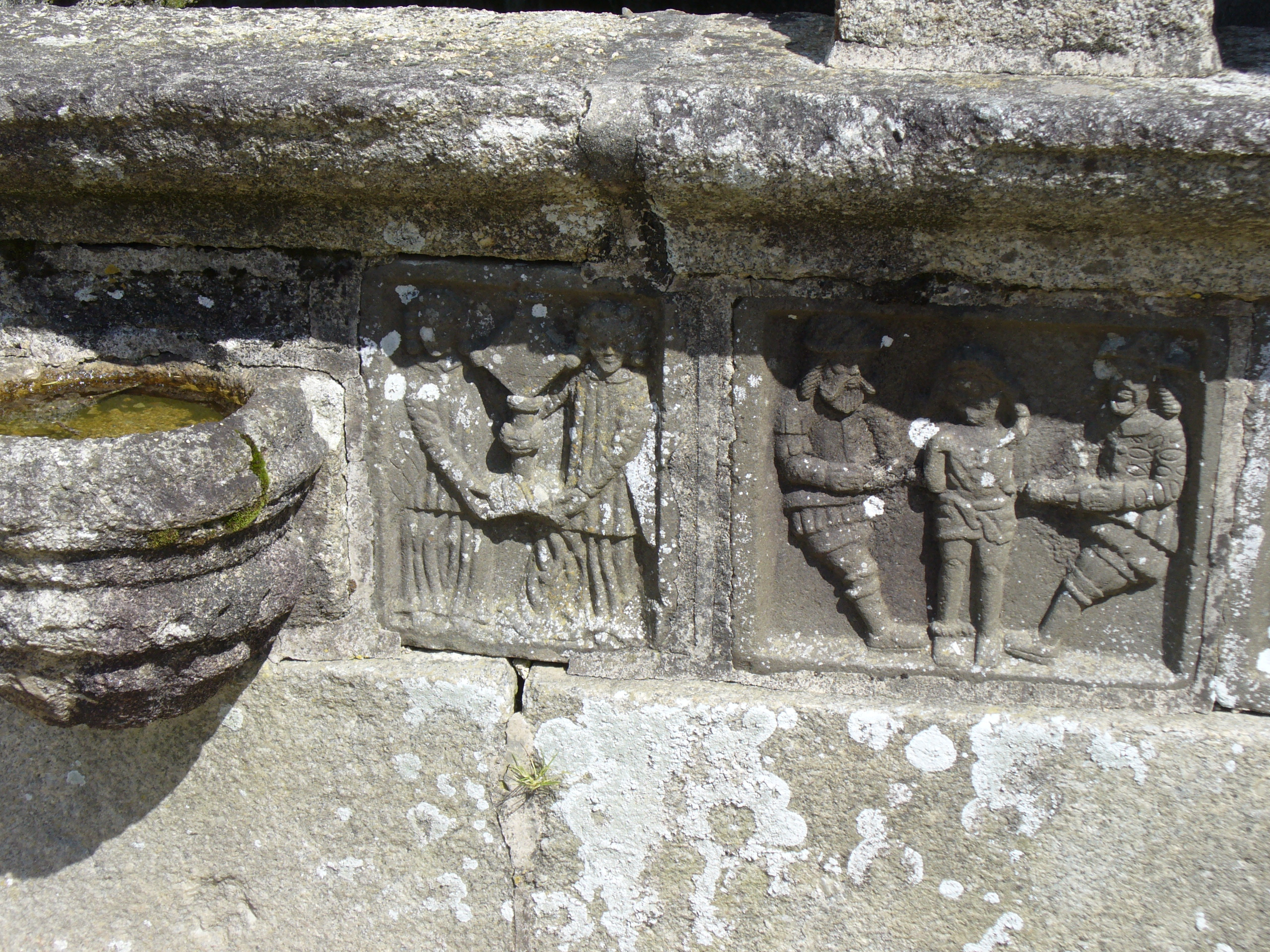
Zwei Engel eine Monstranz in den Händen haltend (rechts) und zwei Gefängniswärter mit Kniebundhosen tragen Jesus davon
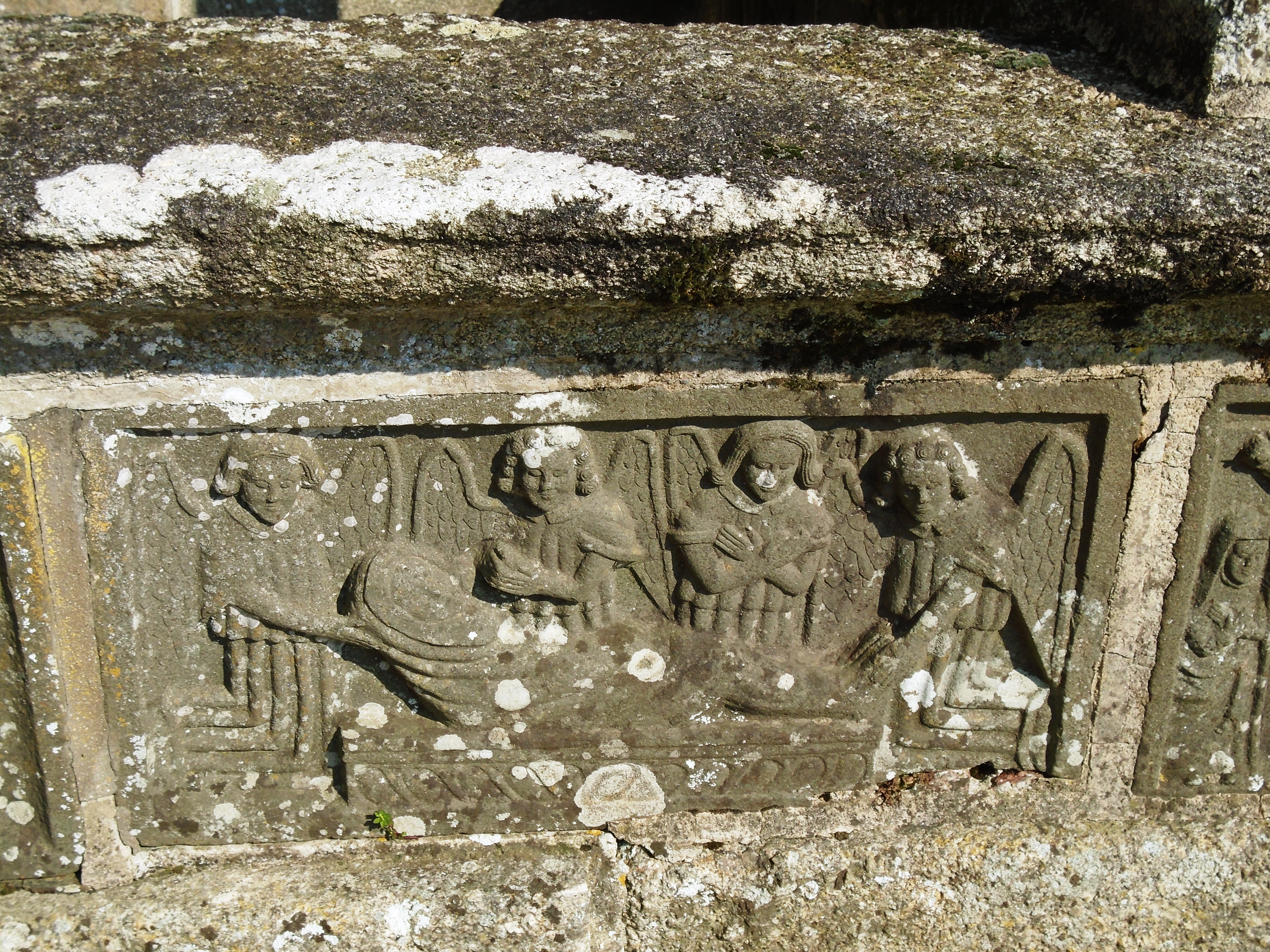
Grablegung Jesu
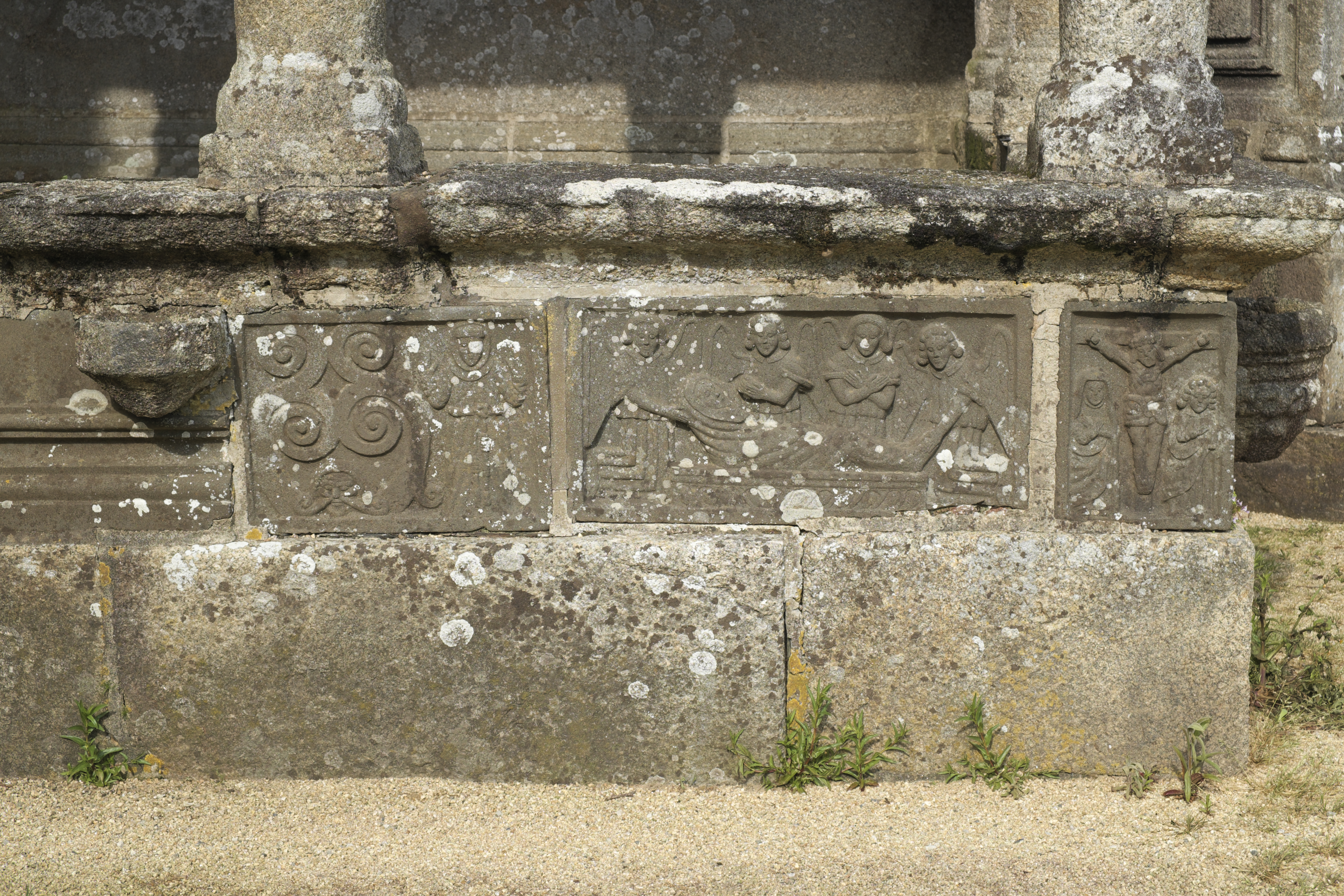
Kreuzigung (rechts außen)